# Barleria lavaniana
Barleria lavaniana es una especie de planta floral del género Barleria, familia Acanthaceae.
Es nativa de India.

## Descripción
Es un arbusto descubierto en 2019, ramificado, que puede crecer hasta 1,5 metros de altura. Las flores de esta especie pueden medir 7-11 centímetros de largo y sus pétalos son ovados, las hojas miden 3,6-13,7 x 2,5-8 centímetros. La floración ocurre entre septiembre y diciembre. Recibe su nombre en honor a Umesh Chandra Lavania por sus contribuciones en el campo de la citogenética vegetal.